# Vẹt kaka New Zealand
Vẹt kaka New Zealand (tiếng Māori: kākā) (danh pháp hai phần: Nestor meridionalis) là một loài vẹt lớn thuộc họ Strigopidae sinh sống ở những khu rừng nguyên sinh New Zealand. Hiện có 2 phụ loài của vẹt kaka New Zealand được công nhận. Loài đang bị đe dọa và đã biến mất khỏi phần lớn địa bàn phân bố trước đây.

## Phân loại và tên gọi
Vẹt kaka New Zealand được mô tả sinh học vào năm 1788 bởi nhà tự nhiên học người Đức Johann Friedrich Gmelin. Loài có hai phụ loài, một ở đảo Bắc (Nestor meridionalis septentrionalis) và một ở đảo Nam New Zealand (N. m. meridionalis), mặc dù nghiên cứu về sau đã bác bỏ sự phân biệt này. Tên trong tiếng Māori của loài có nghĩa đơn giản là "vẹt" và có thể bắt nguồn hoặc liên quan đến từ kā, nghĩa là 'rít lên'.
Chi Nestor bao gồm bốn loài: vẹt kaka New Zealand (Nestor meridionalis), vẹt kea (N. notabilis) cùng 2 loài đã tuyệt chủng là N. productus và N. chathamensis. Cả bốn loài đều xuất phát từ một tổ tiên chung, một loài vẹt từng sinh sống ở những khu rừng New Zealand 5 triệu năm trước. Họ hàng gần nhất của chúng là loài vẹt không biết bay kakapo (Strigops habroptilus). Chúng cùng nhau tạo thành một liên họ vẹt Strigopoidea, phát triển từ họ Psittacidae.

## Miêu tả

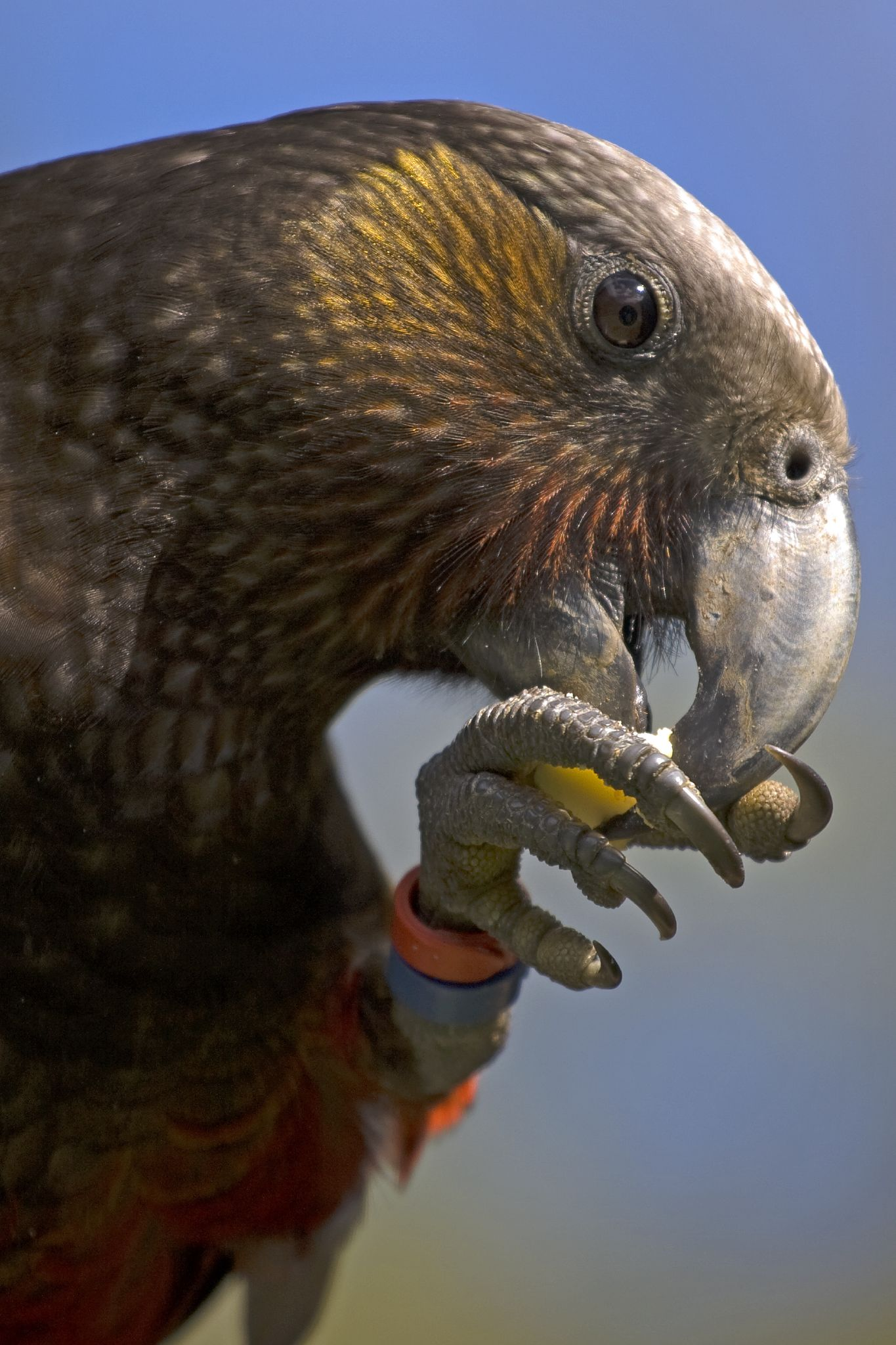
Như nhiều loài vẹt khác, kaka New Zealand dùng chân để giữ thức ăn

Vẹt kaka New Zealand là loài vẹt có kích thước trung bình, dài khoảng 45 cm (18 in) và nặng từ 390 đến 560 g (14 đến 20 oz). Chúng có quan hệ gần gũi với vẹt kea nhưng có bộ lông sậm màu hơn và sống trên cây nhiều hơn. Cổ và bụng của loài này cũng có màu đỏ và cánh có màu nâu nhiều hơn. Trán của chúng có màu trắng còn lông gáy thì có màu nâu ngả xám. Cả hai phụ loài của vẹt kaka New Zealand đều sở hữu bộ lông có nhiều hoa văn với một chút màu cam và đỏ tươi phía dưới cánh. Những biến thể màu sắc ở phần ngực đôi khi cũng được ghi nhận.
Ngoại hình của vẹt kaka New Zealand khá khác biệt vì chúng còn lưu giữ lại những đặc điểm nguyên thủy vốn đã bị mất ở các nhóm vẹt khác từ 100 triệu năm trước.
Chúng có tiếng kêu ka-aa mạnh mẽ cùng tiếng rít u-wiia.

## Môi trường sống
Vẹt kaka New Zealand sống ở những khu rừng nguyên sinh tầm thấp và tầm trung. Môi sinh an toàn của loài vẹt này hiện là những khu bảo tồn ngoài khơi trên đảo Kapiti, đảo Codfish và đảo Little Barrier. Chúng cũng sinh trưởng nhanh chóng ở khu bảo tồn Zealandia với hơn 800 cá thể kể từ năm 2002. Một nghiên cứu gần đây cũng chỉ ra sự tăng vụt về số lượng vẹt kaka đảo Bắc tại Wellington trong vòng thập kỉ qua.

## Hành vi

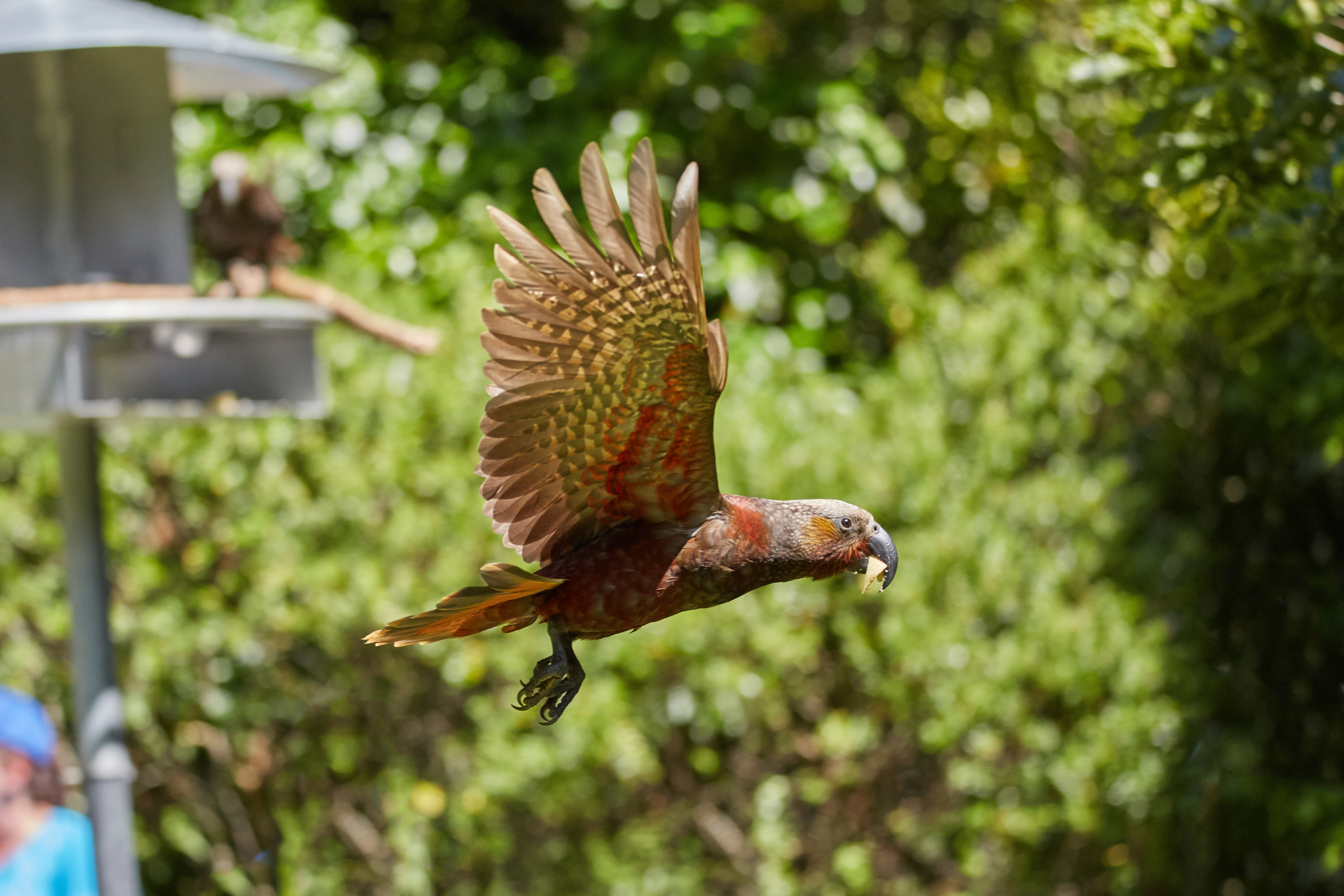
Vẹt kaka đảo Bắc khi đang bay để lộ phần lông màu đỏ dưới cánh

Vẹt kaka New Zealand đa phần sống trên cây và cư ngụ ở phần tán từ tầm trung đến tầm cao. Chúng thường được nhìn thấy khi đang bay dọc các thung lũng hoặc trên đỉnh những cây ở tầng vượt tán. Loài có hành vi rất xã hội và di chuyển thành từng đàn lớn, thường có vẹt kea cùng đồng hành.

### Thức ăn
Vẹt kaka New Zealand tiêu thụ các loại trái cây, quả mọng, hạt, nụ hoa, mật hoa, nhựa cây và các động vật không xương sống. Chúng dùng chiếc mỏ khỏe mạnh của mình để cắt vụn quả nón của cây thông kauri nhằm ăn hạt bên trong, đào bới ấu trùng bọ cánh cứng cũng như tách bỏ cây để tìm nhựa. Chúng cũng tận dụng chiếc lưỡi để ăn mật hoa.

### Làm tổ

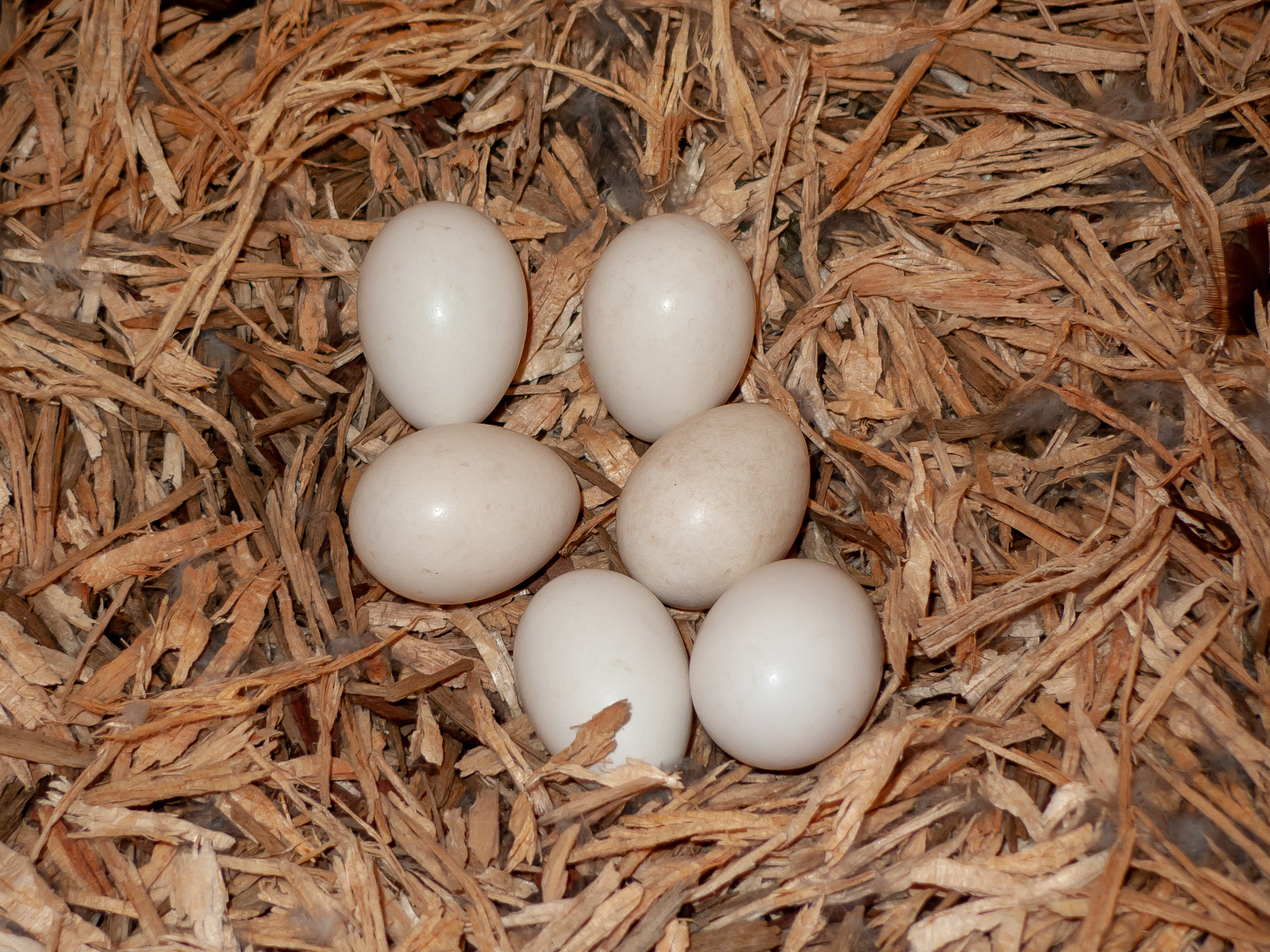
Sáu quả trứng của vẹt kaka New Zealand ở khu bảo tồn Zealandia

Vẹt kaka New Zealand làm tổ ở những thân cây rỗng và đẻ một lứa từ 2 đến 4 trứng vào cuối mùa đông. Vào những năm thuận lợi, chim bố và chim mẹ có thể tận dụng tổ trống để đẻ thêm lứa nữa. Cả hai đều chia sẻ nhiệm vụ cho chim non ăn.

## Tình trạng bảo tồn
Vẹt kaka New Zealand được đánh giá nguy cấp theo phụ lục II trong Công ước về thương mại quốc tế các loài động, thực vật hoang dã nguy cấp. Số lượng loài đã giảm đáng kể trong phạm vi phân bố bắt nguồn từ việc mất môi trường sống, bị ăn thịt bởi chuột, thú ăn đêm và chồn ecmin cũng như phải cạnh tranh với tò vò và ong để tìm mật. Loài thân cận cùng chi của chúng là Nestor productus đã chính thức tuyệt chủng vào năm 1851 bởi những nguyên nhân tương tự.
Thú săn mồi hữu nhũ là nguyên nhân dẫn đến cái chết của 26 triệu cá thể chim bản địa và trứng của chúng hàng năm ở New Zealand. Do thời gian ấp trứng kéo dài đòi hỏi chim mẹ phải ở trong tổ ít nhất 90 ngày, vẹt kaka New Zealand nhìn chung dễ bị tấn công bởi những thú săn khác. Chồn ecmin là nhân tố chính gây tử vong ở vẹt mẹ, trứng và chim non bên cạnh thú ăn đêm possum. Có chứng cứ chỉ ra rằng việc vẹt mẹ và con non bị săn mồi đã dẫn đến mất cân bằng giới tính, ngay cả ở những quần thể khỏe mạnh.
Trên khắp New Zealand, Cục Bảo tồn Động vật hoang dã cùng các nhóm bảo tồn địa phương đã nỗ lực để kiểm soát tình trạng vẹt kaka bị săn mồi bằng việc sử dụng bẫy cũng như thuốc diệt 1080 (Natri floacetat). Những nơi loài gây hại được kiểm soát cho thấy sự hồi phục khá rệt về số lượng cá thể vẹt. Ở Rừng Pureora, nơi được cho xử lý các loài gây hại, 20 trên 20 cá thể vẹt kaka New Zealand được ra soát đều sống sót qua một mùa trong khi ở Rừng Waimanoa lân cận không được xử lý, 5 trên 9 cá thể vẹt kaka bị giết chết trong cùng khoảng thời gian.